# Arctepidosis paneliusi
Arctepidosis paneliusi is een muggensoort uit de familie van de galmuggen (Cecidomyiidae). De wetenschappelijke naam van de soort is voor het eerst geldig gepubliceerd in 1998 door Mamaev & Zaitzev.